# Славко Григоров
Славко Григоров (род. 26 октомври 1932 година в село Железна, община Чипровци, област Монтана) е български писател и краевед.

## Биография
Славко Григоров завършва средното си образование в Монтана. Висше образование завършва в Софийския икономически институт, специалност „икономика на промишлеността“. Известно време работи на ръководна и стопанска работа в Чипровци и завод „Ком“, Берковица. През годините заема ръководни длъжности в общинското управление на Чипровци и Монтана.
Автор е на книгите „Чипровски край. Легенди и истини“ (2003), „Чипровци – години на усилен градеж“ (2004), „Копиловци. Искрици от миналото“, „Торлаци смо“ (2007), „Георги Пеячевич и родът Кнежевич – Парчевич“ (2008), „Железна – искри от жаравата“ (2009) и др.